# 沃克斯传媒
沃克斯传媒股份有限公司（英語：Vox Media, Inc.）是美国一家数字媒体公司，其总部位于华盛顿哥伦比亚特区和纽约市。沃克斯传媒股份有限公司于2005年7月，创始人为杰罗姆·阿姆斯特朗、泰勒·布勒斯齐因斯基和马科斯·莫里萨斯。公司起初名为“体育博客公司（SportsBlogs Inc.）”，后于2011年改为现名。沃克斯传媒股份有限公司在旧金山、芝加哥、洛杉矶、奥斯汀和伦敦设有办事处。截至2010年6月，沃克斯传媒旗下拥有300多个站点和超过400名签约作者。2019年5月，沃克斯传媒被Comscore公司评为最受全美用户欢迎的媒体公司第37名。
沃克斯传媒目前拥有六个编辑品牌：The Verge、Vox、体育博客族、Eater、Polygon和Curbed。